# Plus que tout
Singles de Christophe Willem
Berlin
(2009) Heartbox
(2009)
Pistes de Caféine
Entre nous et le sol Coffee
Plus que tout est une chanson du chanteur français Christophe Willem, sorti le 21 juillet 2009.
Elle est le deuxième single extrait de son deuxième album, Caféine.

## Autour de la chanson
La version originale de la chanson est anglaise et s'intitule No One Else. Elle a été écrite par Tina Harris et composée par Steve Lee et Pete Martin, dit Boxsta. Le texte a été adapté en langue française par Skye et Christophe Willem. La version anglaise est également enregistrée et figure sur le premier album anglophone de Christophe Willem, Heartbox, sorti en 2010.
Les deux versions, française et anglaise, ont été enregistrées au The Matrix Studio Complex et au Sphere Studio, tous les deux situés à Londres. Le mixage s'est fait au The Matrix Studio Complex et au Studio Yellow Sub à Suresnes, et le mastering au The Exchange à Londres,.
Un remix électro de Plus que tout, signé Datsu et Tiborg, apparaît sur la ré-édition de l'album Caféine.
À cause du succès limité du premier extrait Berlin, le titre est envoyé aux radios le 25 mai 2009, la date de parution de l'album, et est disponible en écoute gratuite sur le sitemusique-radio.com,. Plus tard, il est disponible en téléchargement, mais ne connaît pas de commercialisation en format CD, bien que des CD promotionnels sont distribués. Par conséquent, le titre ne se classe pas dans le Top 50 français, mais atteint la 40e place du classement de téléchargement français[réf. souhaitée]. En Belgique francophone, le titre entre à la 39e place de l'Ultratop 40 dans la semaine du 26 septembre 2009, avant de monter jusqu'à la 24e position six semaines plus tard. La chanson quitte le classement après huit semaines.
Plus que tout fait l’objet d’un clip, réalisé par Philippe Gautier, qui montre Christophe Willem vêtu en noir chanter la chanson, entouré de six danseurs vêtus en blanc dans un décor industriel ou de science-fiction.
La couverture du single montre Christophe Willem tenant une personne androgyne de peau noire, visible de dos. Dans un entretien avec le quotidien Metro, Christophe Willem a affirmé, :

« C'est une danseuse, et donc elle est très musclée. C'est vraiment une connotation de l'amour avec tout ce qui est différent : entre personnes d'origines différentes, du même sexe… Forcément ça relance cette question qu’on me pose tout le temps. Ce n’est pas que ça dérange, c'est qu’il y a des hommes politiques, des acteurs qui sont beaucoup plus maniérés que moi, et on ne va pas leur poser la même question vingt fois ! »

## Personnel
- Joshua Blair - ingénieur son (cordes)
- Dave Daniels - premier violoncelle
- Isobel Griffiths - régie cordes
- Ben Henriot - assistant ingénieur son, programmation additionnelle
- Yves Jaget - mixage
- Julian Kershaw - arrangement des cordes, direction des cordes
- Mike Marsh - mastering
- Pete "Boxsta" Martin - claviers, mixage, programmation
- Perry Montague-Mason - premier violon
- Ronan Phelan - assistant ingénieur son (cordes)
- Jean-Pierre Pilot - supervision (mixage)
- Emlyn Singleton - second violon
- Skye - guitare
- Nicole Wiemann - assistante ingénieur son
- Christophe Willem - chœurs

## Classements
| Pays                 | Charts      | Meilleure position |
| -------------------- | ----------- | ------------------ |
| Belgique francophone | Ultratop 40 | 24                 |